# آخر الضحايا (فلم)
آخر الضحايا هو فيلم درامي سياسي لعام 2019 من إخراج ماينارد كراك. صُوِّر الفيلم بالكامل في الموقع في كوازولو ناتال بجنوب إفريقيا وُعرض لأول مرةٍ في مهرجان الأفلام الأفريقية في الثامن من شباط/فبراير 2019. نافسَ الفيلمُ على ثلاث فئاتٍ: أفضل فيلم روائي طويل وأفضل تصوير سينمائي (ميكائيل آدم) وأفضل ممثل في دور رئيسي (شون كاميرون مايكل). شاركَ الفيلم كذلك في الدورة الأربعين لمهرجان ديربان السينمائي الدولي في مدينةِ ديربان جنوب إفريقيا، كما نافسَ في مهرجان كنيسنا السينمائي في مدينة كنيسنا بجنوب أفريقيا أيضًا فضلًا عن منافستهِ على بعض الفئات في جوائز أكاديمية الأفلام الأفريقية في نيجيريا، حيثُ رُشِّح لثلاث فئاتٍ مختلفة;. أفضل سيناريو (شون روبرت دانيلز) وأفضل مونتاج (تيروادكر راجيف وكوهين لورينزو دافيدس) وأفضل صوت (جانو مولر).

## القصّة
يتتبَّعُ الفيلم قصّة داويد وهو عضوٌ سابقٌ في فرقة الموت سي 1 لمكافحة التمرد في جنوب إفريقيا والذي يتعيّنُ عليه التكفير عن ماضيه عندما يساعد أحد الناجين في البحث عن جثث خلية مفقودة مناهضةٍ للفصل العنصري. غير مدركين أنهم أثناء بحثهما عن إجابات، يتم مطاردتهما أيضًا.
يقول مدير مهرجان رابيد ليون إريك مييني: «على الرغمِ من أنَّ هذا الفيلم يستندُ إلى أحداثٍ حقيقيةٍ إلا أنه بالتأكيد قصّةٌ فريدةٌ من نوعها في جنوب إفريقيا لأنها تدور حول بحث ممزق عن المصالحة في مواجهة ماضٍ مروع يرفضُ الزوال ... إنها استعارة عظيمة لما يجري في جنوب إفريقيا اليوم.»

## طاقم التمثيل
- شون كاميرون مايكل في دور داويد
- كورت إيغيلهوف في دور برافيش
- مارنو فان دير ميروي في دور يونغ داويد
- أشيش جانجابيرساد في دور يونغ برافش
- جرانت سوانبي في دور وارن
- ويلسون دنستر في دور فرانسوا
- مارك مولدر في دور فوتر
- ديون كويتزي في دور فيان
- كوبوس فان هيردين في دور يونغ ووتر
- تومي نغوملا في دور يونغ لوازي
- كيرا ويلكينسون في دور أليس
- شيلي ميسكين في دور مارثا
- ساشا ستروبل في دور لوزان
- كاتلين كاتلين في دور فيبي
- فرديناند جيرناندت في دور دي بير

## الجوائز
| الجائزة                                | التاريخ                                   | الفئة                                 | المُرَشَّح/ة                              | النتيجة |  |
| -------------------------------------- | ----------------------------------------- | ------------------------------------- | ------------------------------------- | ------- |  |
| مهرجان جنوب أفريقيا السينمائي الدولي   | 1 آذار/مارس 2019                          | أفضل ممثل                             | شون كاميرون مايكل                     | رُشِّح     |  |
| مهرجان جنوب أفريقيا السينمائي الدولي   | 1 آذار/مارس 2019                          | أفضل مصور سينمائي                     | مكايل آدم                             | رُشِّح     |  |
| مهرجان جنوب أفريقيا السينمائي الدولي   | 1 آذار/مارس 2019                          | أفضل ما في جنوب إفريقيا               | تيروادكار راجيف وماينارد كراك         | رُشِّح     |  |
| مهرجان كنيسنا السينمائي                | 30 تشرين الأول/أكتوبر 2019                | أفضل فيلم                             | تيروادكار راجيف وماينارد كراك         | رُشِّح     |  |
| مهرجان كنيسنا السينمائي                | 30 تشرين الأول/أكتوبر 2019                | أفضل ممثل في دور ثانوي                | كورت إغيلهوف                          | فوز     |  |
| جوائز أكاديمية الأفلام الأفريقية       | 27 تشرين الأول/أكتوبر 2019                | أفضل سيناريو                          | شون روبرت دانيلز                      | رُشِّح     |  |
| جوائز أكاديمية الأفلام الأفريقية       | 27 تشرين الأول/أكتوبر 2019                | أفضل مونتاج                           | تيروادكار راجيف وكوهين لورينزو دافيدز | رُشِّح     |  |
| جوائز أكاديمية الأفلام الأفريقية       | 27 تشرين الأول/أكتوبر 2019                | أفضل تصميم صوتي                       | جانو مولر                             | رُشِّح     |  |
| مهرجان أوغندا السينمائي                | 1 كانون الأول/ديسمبر 2019                 | أفضل فيلم روائي طويل                  | تيروادكار راجيف وماينارد كراك         | فوز     |  |
| مهرجان أكاديمية الجنوب للسينما والفنون |                                           | أفضل ممثلٍ في دور رئيسي                | شون كاميرون مايكل                     | فوز     |  |
| مهرجان أكاديمية الجنوب للسينما والفنون | أفضل مخرج في فيلم روائي طويل              | ماينارد كراك                          | فوز                                   |         |  |
| مهرجان أكاديمية الجنوب للسينما والفنون | أفضل سيناريو في فيلم روائي طويل           | شون روبرت دانيلز                      | فوز                                   |         |  |
| مهرجان أكاديمية الجنوب للسينما والفنون | أفضل ممثل في دور ثانوي في فيلم روائي طويل | مارنو فان دير ميروي                   | فوز                                   |         |  |
| مهرجان أكاديمية الجنوب للسينما والفنون | أفضل تصميم صوتي في فيلم روائي طويل        | جانو مولر                             | فوز                                   |         |  |
| مهرجان أكاديمية الجنوب للسينما والفنون | أفضل مكياج في فيلم روائي طويل             | سيندي جين ليرد                        | فوز                                   |         |  |
| مهرجان أكاديمية الجنوب للسينما والفنون | أفضل تصوير سينمائي في فيلم روائي طويل     | مكايل آدم                             | فوز                                   |         |  |
| مهرجان أكاديمية الجنوب للسينما والفنون | أفضل تحرير في فيلم روائي طويل             | تيروادكار راجيف وكوهين لورينزو دافيدز | فوز                                   |         |  |
| مهرجان أكاديمية الجنوب للسينما والفنون | أفضل منتج في فيلم روائي طويل              | تيروادكار راجيف وماينارد كراك         | فوز                                   |         |  |
| مهرجان أكاديمية الجنوب للسينما والفنون | أفضل فيلم روائي طويل في شهر الإصدار       | تيروادكار راجيف وماينارد كراك         | فوز                                   |         |  |
| مهرجان أكاديمية الجنوب للسينما والفنون | أفضل فيلم إثارة                           | تيروادكار راجيف وماينارد كراك         | فوز                                   |         |  |
| مهرجان خمس قارات السينمائي الدولي      | 3 شباط/فبراير 2020                        | أفضل فيلم إثارة                       | تيروادكار راجيف وماينارد كراك         | فوز     |  |
| مهرجان خمس قارات السينمائي الدولي      | 3 شباط/فبراير 2020                        | أفضل مكياج                            | سيندي جين ليرد                        | فوز     |  |
| مهرجان خمس قارات السينمائي الدولي      | 3 شباط/فبراير 2020                        | أفضل تصميم صوتي                       | جانو مولر                             | فوز     |  |
| مهرجان خمس قارات السينمائي الدولي      | 3 شباط/فبراير 2020                        | أفضل سيناريو                          | شون روبرت دانيلز                      | رُشِّح     |  |
| جوائز الشاشة الدولية                   |                                           | أفضل فيلم دولي                        | تيروادكار راجيف وماينارد كراك         | فوز     |  |